# Cercopithecus ascanius
Cercopithecus ascanius (Мавпа червонохвоста) — вид приматів з роду Мавпа (Cercopithecus) родини мавпові (Cercopithecidae).

## Опис
Самці мають середню масу 4,1 кг і довжину приблизно 46 см. Самиці мають середню масу 2,9 кг і близько 38 см в довжину. Крім відмінності в розмірах, самці й самиці цього виду дуже схожі. Дорослі особини мають чорне обличчя, блакитнувату шкіру навколо очей, білу пляму на носі й біле хутро на щоках. Є каштанового кольору хутро на нижній частині хвоста. Інша частина тіла вкрита різнобарвним коричневим хутром, кінцівки сірі або чорні, залежно від підвиду. Немовлята мають пухнасте сіре хутро. 

## Поширення
Країни проживання: Ангола, Бурунді, Центральноафриканська Республіка, Демократична Республіка Конго, Кенія, Руанда, Судан, Танзанія, Уганда, Замбія. Висота проживання: до 2500 м над рівнем моря. Цей вид зустрічається в низовинних, передгірних і гірських вологих тропічних лісах, болотних лісах, річкових та галерейних лісах та лісовій мозаїці.

## Стиль життя
Тварини зазвичай живуть невеликими сімейними групами (~ 25 особин). Денний, деревний, досить моторний і активний вид. Їх основні години діяльності це ранній ранок і пізній вечір. Групи долають приблизно 1,4 км кожен день у пошуках їжі. C. ascanius в основному плодоїдні, але доповнюють свій раціон листям, комахами, квітами, бутонами. під час збирання транспортують їжу в їх великих защічних мішках. Відомі хижаки: Homo sapiens, Pan troglodytes, Stephanoaetus coronatus, Panthera pardus. Ці мавпи грають важливу роль в поширенні Strychnos mitis, бо харчуються в основному плодами цього дерева. У процесі поїдання фруктів вони плюють неушкоджене насіння, яке потрапляє на ґрунт тропічного лісу, де насіння може успішно прорости. C. ascanius регулярно практикує рейдерство довколишніх сільськогосподарських садів, насадження кукурудзи, бананів, просо, бобових, гарбузових, ананасів або плодових культур.
C. ascanius зазвичай розмножуються протягом усього року, хоча пік сезону з листопада по лютий. У більшості випадків народжується одна дитина. Новонароджені зазвичай важать близько 400 гр. Самці зазвичай досягають статевої зрілості у віці до 6 років, самиці — 4 або 5 років. Як і в більшості приматів турбота за потомством в основному лежить на матері. Хоча дані для цього виду не доступні, інші члени роду Cercopithecus як відомо, живуть в полоні більше 30 років.

## Загрози та охорона
Немає серйозних загроз для цього виду. Цілком імовірно, що деяким популяціям локально загрожує втрата місця проживання або полювання. Цей вид занесений до Додатка II СІТЕС. Зустрічаються в ряді природоохоронних областей по всьому ареалу.